# SimCity Creator
SimCity Creator je hra v herní sérii SimCity. Byla vydána v roce 2008.

## Vznik a vývoj
Hra byla naprogramována společností Hudson Soft v září 2008. Byla vydána společností Electronic Arts.

## Hratelnost
Hra se řídí základním pravidlem SimCity: Umožňuje hráči postavit a řídit město.

## Hra

### Zóny
V SimCity Creator mohou být oblasti rozděleny podle typu vývoje a hustoty. K dispozici je také zóna skládky, která umožňuje ukládání odpadu. Každá zóna je barevně označena:
- Rezidenční (žlutá): Bydlení, ve kterém by Simové žili.

Budovy této zóny zahrnují domy pro zóny s nízkou hustotou a bytové věže a mrakodrapy pro zóny s vyšší hustotou.
- Komerční (fialová): Kde jsou umístěny obchody a kancelářské budovy.

Simíci mohou pracovat v obchodech a kancelářích a obchod může být zdaněn. Kanceláře jsou obvykle postaveny na komerčních zónách střední nebo vysoké hustoty. Hotely a restaurace jsou někdy stavěny také.
- Průmyslové (červené): Obsahuje továrny a sklady.

Simíci zde mohou pracovat, ale snižují hodnoty půdy a znečišťují ovzduší .

### Stavební styly
Ve hře je několik stavebních stylů – římský, egyptský, a další.

### Doprava
Zóny musí být spojeny dopravními linkami. Některé z typů dopravy pro město zahrnují silnice a dálnice. Silnice a ulice jsou základními dopravními liniemi, po kterých jedou auta, autobusy a kamiony. Mohou být buď zakřivené nebo rovné. Mohou vést k sobě a vytvářet křižovatky nebo kruhové objezdy. Silné přetížení může způsobit znečištění nad dotyčnou cestou.
Dálnice jsou 4pruhové silnice. Auta jezdí rychleji na dálnici než silnice nebo ulice. Aby však mohly fungovat, potřebují nájezdy. Nemůžete stavět ulice nad řekami. Budování silnice nebo železnice nad řekou však automaticky vytvoří most.
Železnice jsou to, na čem jezdí vlaky. Vyžadují však vlakové stanice, aby fungovaly. Snižují dopravní zácpy.
Metro je podzemní železnice, takže nevyžaduje, aby budovy byly kvůli ní ničeny, což z něj činí rozumnější volbu pro hustá města. Je dražší je stavět než obyčejné železnice, asi 8 herních měn za dlaždici, což však činí rozumnější nepoužívat je k propojení částí vašeho města, které jsou daleko od sebe a nemají mezi sebou budovy. Stanice metra jsou také menší než vlakové stanice a obyčejné stanice zabírají méně místa. Stanice metra se také snadněji spojují s kolejemi než běžné železniční stanice.
Námořní přístavy jsou místem, kde lodě zůstávají. Přístavy zvyšují průmyslovou poptávku.
Letiště jsou místa, kde přistávají letadla. Pokud je letiště postaveno, uvidíte nad vaším městem letadla, zejména v blízkosti letiště. Můžete vidět letadla, vrtulníky, vzducholodě a horkovzdušné balóny. Letiště také zvyšují komerční poptávku a umožňují několik letových misí.

## Hodnocení
Hra obdržela smíšené recenze s hodnocením Metacritic 67 ze 100, na základě 17 recenzí. IGN dala hře celkové skóre 5,9 nebo "průměrné".